# Saison 27 des Mystères de l'amour
Chronologie
Saison 26 Saison 28
Cet article présente la vingt-septième saison de la série télévisée française Les Mystères de l'amour, diffusée à partir du 10 octobre 2021.

## Distribution

### Acteurs principaux (dans l’ordre d’apparition au générique)
- Hélène Rollès : Hélène Vernier
- Patrick Puydebat : Nicolas Vernier
- Elsa Esnoult : Fanny Greyson Roquier
- Sébastien Roch : Christian Roquier
- Cathy Andrieu : Cathy Da Silva
- Philippe Vasseur : José Da Silva
- Laure Guibert : Bénédicte Breton
- Tom Schacht : Jimmy Werner
- Isabelle Bouysse : Jeanne Garnier
- Laly Meignan : Laly Polleï
- Carole Dechantre : Émilie « Ingrid » Soustal
- Macha Polikarpova : Olga Poliarva
- Lakshan Abenayake : Rudy Ayake
- David Proux : Étienne
- Angèle Vivier : Aurélie Breton
- Marjorie Bourgeois : Stéphanie Dorville
- Benjamin Cotte : Nicky Vernier
- Legrand Bemba-Debert : Dr Dylan Blake
- Sophie Gemin : Clémence Dubois
- Frank Delay : Pierre Roussell
- Manon Schraen : Léa Werner
- Blanche Alcy : Lou Blanchet
- Jean-Luc Voyeux : Claude Guéant
- Mathilda Delecroix Denquin : Élise
- Hélène Renard : Alex Pottier
- Allan Duboux : Éric Fava
- Charlène François : Sophie Grangier
- Jean-Baptiste Sagory : Sylvain Pottier
- Benoît Dubois : Victor Sanchez

### Acteurs récurrents
- Aden Caillault : Addy
- Loïc Bilong : Erwan Watson #3
- Raphaël Mondon : Admirateur obsédé de Bénédicte
- Sandrine Sengier: Tania Milau
- Guillaume Gronnier-Henouil : Stephane-Guillaume Carrat
- Moise Crespy : Dr. Bob Blake
- Jérôme Mignon : Damien Brunet, le annonceur et amant de Bénédicte
- Noémi Di Fusco : Amélie-Melly (petite amie d'Erwan)
- Richard Pigois : John Greyson
- Emmanuel Guez : Grégoire Uzan
- Arthur Links : Lui-même, le musicien de Fanny
- Julien Santerre : Lui-même, le musicien de Fanny
- Romain Darbon : Lui-même, le musicien de Fanny
- Anthony Colette : Lui-même, chanteur et danseur
- Romain Emon : Dr. Fabrice Dumont
- Julie Chevallier : Béatrice Goutolescou
- Jessica Rock : Elle-même, la musicien de Fanny
- Franck Messica : Dr. Daniel Denak
- Kamel Fenzi : Ralph Lando, ami de Brad Holloway
- Sévy Villette  : Ange Blanchet # 2,  la mère de Lou
- Clément Gaucher : Le policier
- Clarisse Lhoni-Botte : Angelica, secrétaire de Grégoire Uzan
- Rémi Sanz Y Bueno : Dorian
- Supayass Play're : Yacine
- Julie Graziano : Marguerite, la nouvelle gouvernante de Tanya
- Rafaël Rodriguez : Nils Vernier, fils d'Hélène et Nicolas
- Hélène Martin : Gladys Soulier Bourgeois
- Jamel Elgharbi : Farid
- Terry Shane : Arielle Donovan
- Laëtitia Fourcade : Le capitaine Laëtitia (Laëti)
- Medhi Fieffé : Ravisseur Gang Portugais
- Anton Barbosa : Leandro
- Lionel Correcher :  Darrio
- Florence Mézard : Florence
- Vincent Cordier : Lui-même, le chanteur et danseur de Fanny
- Angélique Meyns : Morgana, l'ex-petite amie de Lou
- Louison Huet Sentein : Zoe Vernier, la fille d’Ingrid / Emily et Nicolas
- Cyrielle Lefebvre : Fan de Fanny
- Ludovic Brule : Fan de Fanny
- Paloma Reynaud : Fan de Fanny
- Thomas Brazette : Tiago (serveur portugais)
- Léo Singlar : Luciano
- Ginie Stref : Rencontre Bar Christian
- Annaëlle Trellu : Hortense
- Raphaël Dorra : Type Love Island
- Paco Pérez : Le capitiane Olivier Joubert
- Virginie Théron : Gabriela Matei/Pollei
- Bernard Minet : Bernard Minet, membre des Musclés
- Bruno Le Millin : Roger Girard
- Gérard Boucaron : Léon, Père Noël
- Camille Raymond : Justine Girard
- Magalie Madison : Annette Lampion
- Marion Huguenin : Chloé Girard
- Rémy Sarrazin : Rémy, membre des Musclés
- Serge Gisquière : Peter Watson
- Éric Bouad : Éric, membre des Musclés
- Caroline Fontant : Carole, la secrétaire au Fonds Australien
- Alexis Massoutier : Nicolas, le docteur
- Elliot Delage : Julien Da Silva
- Melodie Dubois : Melodie
- Hugo Morasso : Tom
- Audrey Moore : Audrey McAllister
- Xavier Delarue : Antoine/Bruno Valès-Tony Vargas
- Mathieu  Lestrade : Le capitaine François Clément
- Matthieu Brugot : Policier
- Georges D'Audignon : l’avocat Me Yves Barreau
- Illies Pidzy : Boris, le cousin d’Yvan (indic d'Ingrid)
- Harry-Jocelyn Baltus : Dr. Cartier
- Yaïssa Denis :  Standardiste Hopital Guadeloupe
- Karen Geoffroy : Rencontre Bar Christian
- Steed Guyon : Femme sur Guadeloupe
- Ophir Azoulay : Ravisseur Gang Portugais
- Paloma Reynaud : Fan de Fanny
- Graziella Jullian : Amelia
- Arnaud Cordier : Le barman
- Xavier Desmoutiers : Le garde de police dans Watersport
- Laurent Leca : Edouard, le directeur de cabinet du ministre
- Carole Reppel : Fan de Fanny
- Pamina De Hautecloque : La vendeuse dans une pâtisserie
- Charles Garcia : Fan de Fanny
- Anis Cherki : Le gars de la foule qui regarde le Père Noël sur le toit
- Lydie Melki : La fille de la foule qui regarde le Père Noël sur le toit
- Nina Josse : La vendeuse dans une boutique de Noël
- Pascal Lambert : Le policier
- Eloise Le Baud : Femme de Chambre
- Aly Sarrasin : Fan de Fanny
- Christophe Mai : Le policier
- Cédric Bouvier : Le policier
- Florian Hessique : Le policier de la scientifique
- Frédérique Duprat : Margaux, la copine de Morgane
- Émilie Ascensao : Émilie Du Broque
- Catherine Vranken : Gendarme (Gardienne de Prison)

## Production
L'ensemble des épisodes de la saison sont produits par le groupe audiovisuel français JLA, fondé et présidé par Jean-Luc Azoulay.

## Épisodes
1. Problèmes à l'affiche
2. Une fête extraordinaire !
3. Police Police Police
4. Nouvelles inquiétantes
5. Intrusions
6. Coup de poker
7. Nuit d'ivresse
8. Les mains en l'air
9. Périls nocturnes
10. Monnaie d'échange
11. Ma fille mon trésor
12. Angoisse à Love Island
13. Décision nocturne
14. Mystérieuse explosion
15. Poésie en danger
16. Mission et démission
17. L'ombre du déshonneur
18. Problèmes en cascade
19. En attendant Noël
20. Un Père Noël de trop - Partie 1
21. Un Père Noël de trop - Partie 2
22. Sombres pressentiments
23. Bruits de couloirs
24. Cas de conscience
25. Perte de connaissance
26. La nuit des mystères

## Évolution des audiences

### Globale
| Minimum | 319 000 | Maximum | 682 000 | Moyenne | 454 769 |

### Par jour de diffusion
| Samedi   | Minimum | 332 000 | Maximum | 483 000 | Moyenne | 389 538 |
| Dimanche | Minimum | 319 000 | Maximum | 682 000 | Moyenne | 520 000 |